# Wapen van Blankenham

Het wapen van Blankenham

Het wapen van Blankenham werd op 27 december 1898 per Koninklijk Besluit door de Hoge Raad van Adel aan de Overijsselse gemeente Blankenham toegekend. Vanaf 1973 is het wapen niet langer als gemeentewapen in gebruik omdat de gemeente Blankenham opging in de gemeente IJsselham. Het schip uit het wapen van Blankenham is overgenomen in het wapen van IJsselham.

## Blazoenering
De blazoenering van het wapen luidt als volgt:
Doosneden; I in zilver een schip van keel, zeilende op een zee die opkomt uit de doorsnijdingslijn en golvend gedwarsbalkt is van 3 stukken, lazuur, zilver en lazuur, II in goud vijf rechterschuinbalken van keel.
Niet vermeld in de beschrijving, doch wel aanwezig op de tekening zijn een zilveren anker en twee zilveren punten op de boeg.

## Verklaring

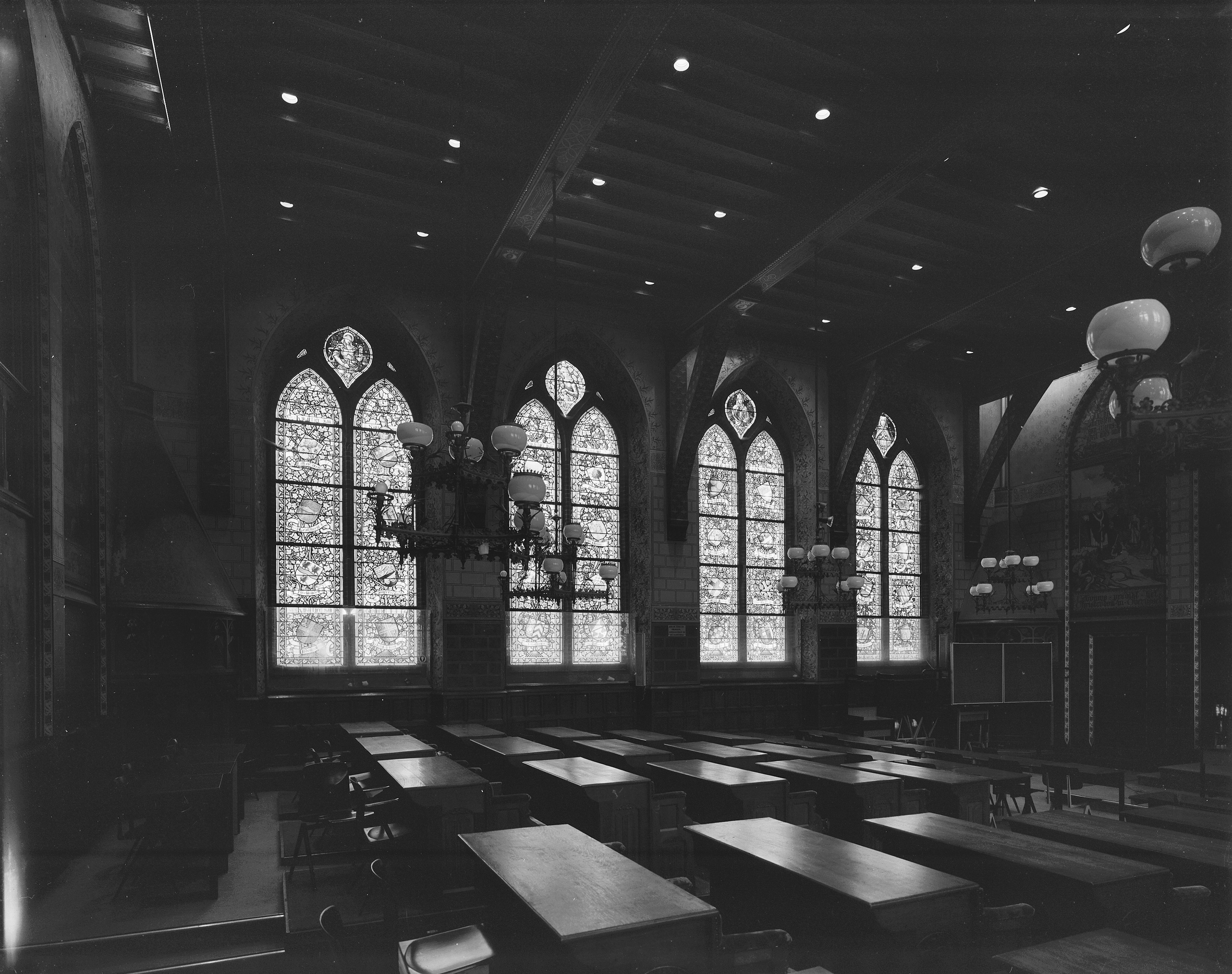
De glas in loodramen in het voormalige provinciehuis in Zwolle

De bouw van een nieuwe vergaderzaal voor de Staten van Overijssel eind 19e eeuw, waarin wapens van gemeenten opgenomen zouden worden in de ramen, leidde tot een aanvraag van een eigen wapen. Het wapen is een combinatie van een sprekend element, een inham voor schepen, en het wapen van de graven van Kuinre.

## Verwante wapens

Wapen van IJsselham
Wapen van Noordoostpolder

Ambt Almelo
· Ambt Delden
· Ambt Hardenberg
· Ambt Ommen
· Ambt Vollenhove
· Avereest
· Bathmen
· Blankenham
· Blokzijl
· Brederwiede
· Den Ham
· Denekamp
· Diepenheim
· Diepenveen
· Genemuiden
· Giethoorn
· Goor
· Grafhorst
· Gramsbergen
· Hasselt
· Heino
· Holten
· IJsselham
· IJsselmuiden
· Kamperveen
· Kuinre
· Lonneker
· Markelo
· Nieuwleusen
· Noordoostpolder
· Oldemarkt
· Olst
· Ootmarsum
· Rijssen
· Stad Almelo
· Stad Delden
· Stad Hardenberg
· Stad Ommen
· Stad Vollenhove
· Steenwijk
· Steenwijkerwold
· Urk
· Vollenhove
· Vriezenveen
· Wanneperveen
· Weerselo
· Wijhe
· Wilsum
· Zalk en Veecaten
· Zwartsluis
· Zwollerkerspel